# Rubinovci
Rubinovci (znanstveno ime Rubroboletus) so rod gliv iz družine cevark (Boletaceae).

## Seznam rubinovcev Slovenije[2]
- Dupainov rubinovec (Rubroboletus dupainii)
- prelestni rubinovec (Rubroboletus legaliae)
- volčji rubinovec (Rubroboletus lupinus)
- prekrasni rubinovec (Rubroboletus pulcherrimus)
- rdečerumeni rubinovec (Rubroboletus rhodoxanthus)
- krvavordeči rubinovec (Rubroboletus rubrosanguineus)
- vražji rubinovec (Rubroboletus satanas)